# Vandergrift
Vandergrift è un comune (borough) degli Stati Uniti d'America, situato nello stato della Pennsylvania, nella contea di Westmoreland.

## Cinema
Molte scene del film di fantascienza del 2011 Sono il Numero Quattro sono state girate a Vandergrift.